# هزارسبيون
الهزارسبيون أو أتابك لور-إي بُزُرج (أتابك لوريستان الكبرى ) (بالكردية: ھەزارئەسپ، ئەتابەگەکانی لوڕی مەزن، 1115–1424) كانت سلالة كردية سنية حكمت منطقة جبال زاغروس في الجنوب الغربي. إيران، بشكل أساسي في لورستان والتي ازدهرت في العهود السلجوقية والإلخانية والمظفرية والتيمورية اللاحقة.

## التأثيل
على الرغم من أن المؤسس هو أبو طاهر بن محمد، إلا أن السلالة سميت على اسم ابنه وخليفته، مالك هزاراسب. اسم هزاراسب من أصل إيراني، ويعني "ألف حصان". استخدمت السلالة لقب فضلويه (فضلاويه).
كان الاسم الرسمي للمملكة هو أتابكان لور بُزُرج، "أتابك لورستان الكبرى".

## التاريخ
كان مؤسس السلالة أبو طاهر بن محمد، من نسل زعيم الشبنكارا فضلويه، الذي كان في البداية قائدًا للسلغوريين في فارس وعُين حاكمًا لكهغيلويه، لكنه استقل بحكم لورستان ووسع مملكته حتى أصفهان واتخذ لقب أتابك المرموق. خاض ابنه، مالك هزاراسب، حملة ناجحة ضد السلغوريين وساعد جلال الدين خوارزم شاه في صراعه ضد المغول. رافق الحاكم تكلا هزاراسبي، هولاكو في مسيرته إلى بغداد، لكنه فر عنه بعد مقتل الخليفة المستعصم بالله. قُبض عليه في النهاية وأُعدم بأمر هولاكو.
تلقى يوسف شاه الأول ضمانات من الإلخان أباقا على حكمه وأضاف خوزستان وكهغيلويه وفيروزان (بالقرب من أصفهان) وكلبايكان إلى نطاقه. حاول أفراسياب الأول توسيع سيطرته إلى ساحل الخليج العربي لكنه واجه معارضة شديدة من المغول الذين هزموا جيشه في كوهرود بالقرب من كاشان. أعاده الإلخان كيخاتو إلى منصبه، وفي ما بعد أُعدم على يد محمود غازان في أكتوبر 1296.
كانت عاصمة الهزارسبيون تقع في مدينة إيذج الواقعة في شمال خوزستان الحالية. ضم يوسف شاه الثاني مدن شوشتر والحويزة (مدينة) والبصرة في النصف الأول من القرن الرابع عشر. وفي عهد شمس الدين باشنج، واجهت الأسرة هجمات من المظفريين وسقطت العاصمة إيذج مؤقتًا في أيديهم، حتى اضطر المحتلون إلى التراجع بسبب قتالهم الداخلي.
في عام 1424، أطاح الحاكم التيموري شاهرخ ميرزا بالحاكم الأخير من الهزارسبيين غياث الدين، وبذلك انتهت السلالة. وحافظ الهزارسبيون على حكمهم طوال فترة السلاجقة والمغول وحتى فترة قصيرة من العهد التيموري، ولعبوا دورًا في الحفاظ على الهوية الفارسية أثناء الحكم الأجنبي.

## السكان
كان إقليم هزاراسب يضم مزيجًا من السكان الأكراد واللور.

## الحكام
1. أبو طاهر بن محمد (حكم ١١١٥–١١٥٣)
2. يوسف شاه الأول (حكم ١١٥٣–١٠٢٣)
3. مالك هزاراسب (حكم ١٢٠٤–١٢٤٨)
4. عماد آل -الدين بن هزاراسب (حكم ١٢٤٨–١٢٥١)
5. نصرة الدين (حكم ١٢٥٢–١٢٥٧)
6. تكلا (حكم ١٢٥٧–١٢٥٩)
7. شمس الدين ألب أرغون (حكم ١٢٥٩-١٢٧٤)
8. يوسف شاه الأول (حكم ١٢٧٤–١٢٨٨)
9. أفراسياب الأول (حكم ١٢٧٤–١٢٨٨)
10. أفراسياب الأول (حكم ١٢٧٤–١٢٨٨) 1288–1296)
11. نصر الدين أحمد (حكم 1296–1330)
12. ركن الدين يوسف شاه الثاني (حكم 1330–1340)
13. [[مظفر الدين أفراسياب الثاني] ] (حكم ١٣٤٠–١٣٥٥)
14. شمس الدين باشانج (حكم ١٣٥٥–١٣٧٨)
15. مالك بير أحمد (حكم ١٣٧٨–١٤٠٨)
16. أبو سعيد (حكم ١٤٠٨–١٤١٧)
17. شاه حسين (حكم ١٤١٧–١٤٢٤)
18. غياث الدين (ت. 1424)

## أنظر أيضا
- قائمة سلالات وإمارات كردية

## للاستزادة
- Otsuka، Osamu (2020). "The Hazaraspid Dynasty's Legendary Kayanid Ancestry: the Flowering of Persian Literature under the Patronage of Local Rulers in the Late Il-khanid Period". Journal of Persianate Studies. Brill. ج. 12 ع. 2: 181–205. DOI:10.1163/18747167-12341334. S2CID:213945417.